# Arbil (província)
Arbil ou Erbil (em árabe: أربيل; romaniz.: Arbīl; em curdo: Hawler; em siríaco: ܐܪܒܝܠ; romaniz.: Arbel) é uma das 19 províncias do Iraque. Possui 12 000 quilômetros quadrados e segundo censo de 2018, havia 1 854 778 habitantes. Sua capital fica em Arbil.